# Línguas timote-cuica
As línguas timote-cuica  formam uma família de línguas ameríndias da Venezuela.

## Línguas
- Timote e Cuica
- Mocochí e Maripú ?